# 북부 캘리포니아

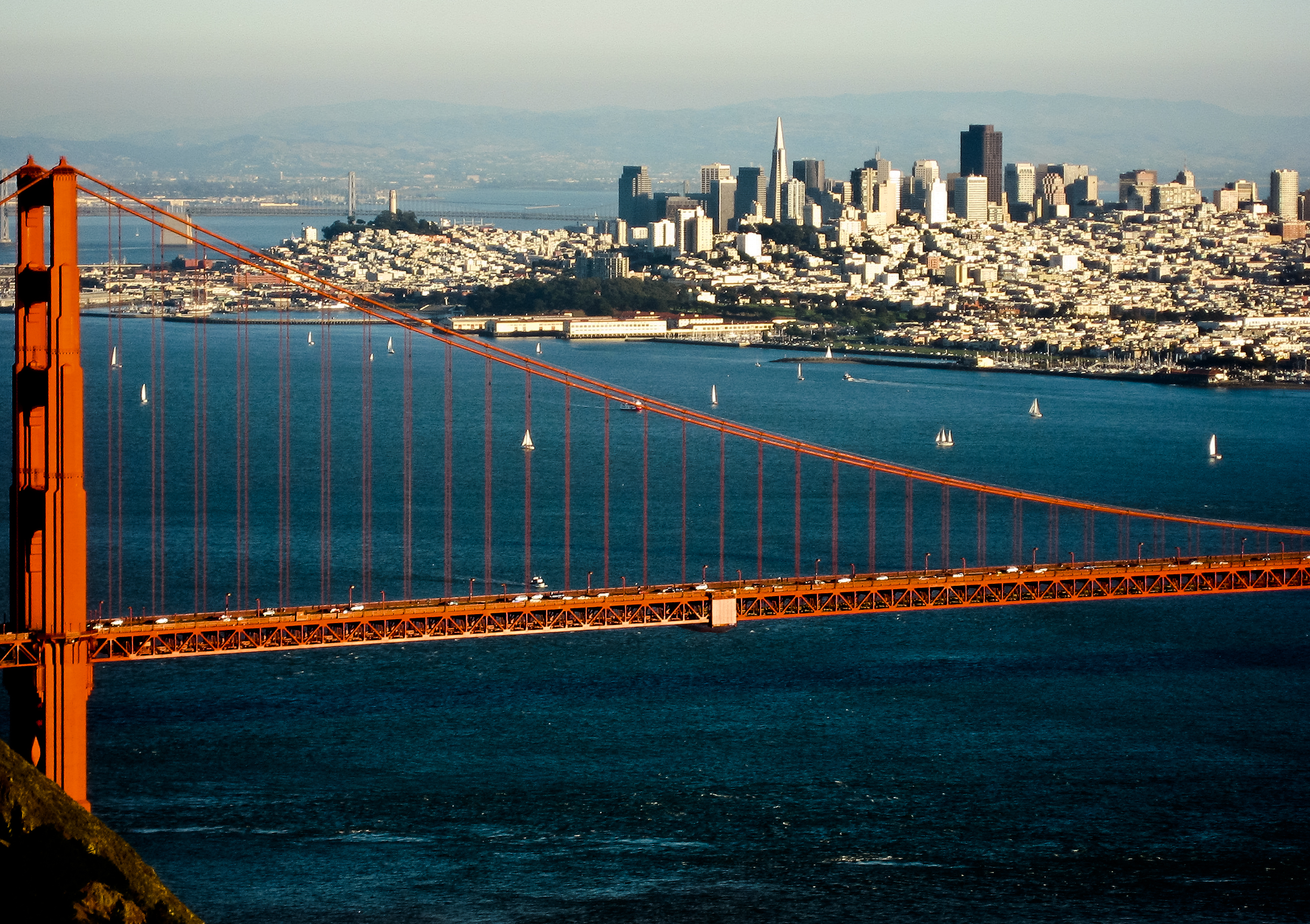
샌프란시스코

북부 캘리포니아 또는 노던 캘리포니아(Northern California)는 미국 캘리포니아주의 북부(北部)를 말한다. 이 지역에는 샌프란시스코 베이 에어리어, 샌프란시스코, 새너제이, 오클랜드, 주도인 새크라멘토가 있다.
이 지역에는 세쿼이아 숲이 넓게 펼쳐져 있고, 요세미티 국립공원, 타호호, 시에라네바다산맥, 캐스케이드산맥에서 두 번째로 높은 샤스타산, 그리고 세계 최고의 농업 생산성을 자랑하는 센트럴밸리 등이 있다. 인구는 2010년 현재 14,573,946명이다.

## 인구
| 인구조사 | 인구       | Note | %±     |
| -------- | ---------- | ---- | ------ |
| 1850년   | 86,105     |      | —      |
| 1860년   | 346,714    |      | 302.7% |
| 1870년   | 516,089    |      | 48.9%  |
| 1880년   | 772,778    |      | 49.7%  |
| 1890년   | 961,628    |      | 24.4%  |
| 1900년   | 1,147,725  |      | 19.4%  |
| 1910년   | 1,569,141  |      | 36.7%  |
| 1920년   | 2,003,075  |      | 27.7%  |
| 1930년   | 2,632,273  |      | 31.4%  |
| 1940년   | 3,066,654  |      | 16.5%  |
| 1950년   | 4,654,248  |      | 51.8%  |
| 1960년   | 6,318,482  |      | 35.8%  |
| 1970년   | 7,849,575  |      | 24.2%  |
| 1980년   | 9,359,160  |      | 19.2%  |
| 1990년   | 11,490,926 |      | 22.8%  |
| 2000년   | 13,234,136 |      | 15.2%  |
| 2010년   | 14,573,946 |      | 10.1%  |
| 2020년   | 15,775,319 |      | 8.2%   |

## 같이 보기
- 남부 캘리포니아